# Morteza Ansari
Cheikh Morteza Ansari est un savant chiite et érudit musulman né en 1800 à Dezfoul et mort à Nadjaf, Iraq en 1864,.

## Biographie
Morteza Ansari est un des descendants de Jabir ibn Abdullah al-Ansari. Il est né dans la ville de Dezfoul, qui se trouve actuellement dans la province du Khuzestan, dans le sud-ouest de l'Iran, à l'époque de l'état Dynastie Kadjar. Il commence ses études dans sa ville, sur l'enseignement son oncle, Cheikh Hussayn. Tôt dans sa jeunesse, il part en Irak avec son père pour le pèlerinage aux villes saintes (Nadjaf, Kerbala, Kadhimiya, Samarra), quand ils restaient au Kerbala, après se connaitre avec du Chef de l'uléma, Mohammad al-Modjahid, celui a dit à son père que Morteza est très intelligent, doué et capable pour étudier, "laissez lui continue ses études au Kerbala!", et il y reste 4 ans.
Morteza Ansari joua un grand rôle dans le renforcement du magistère clérical, tout en prenant position pour qu'il se limite à la sphère juridique.

## Œuvres
- Makasib (en), dans le domaine de jurisprudence islamique. Cette œuvre est une des sources importantes des savants chiites[5].
- Faraid-ol-Usule,connu sous le nom de Rasā'il dans le demains de l'Usul al-Fiqh[6].
- Kitab-os-Salah, Au sujet de la prière, en 437 page, discuter sur les questions du juridique (Fiqh) de la prière Soigneusement.
- Kitab-ot-Taharah,Au sujet de la pureté islamique ou du manque d'impureté[7].